# Hymenandra
Hymenandra es un género de  arbustos de la antigua familia Myrsinaceae, ahora subfamilia Myrsinoideae. Comprende 16 especies descritas y de estas, solo 9 aceptadas. Se encuentran en Nicaragua, Costa Rica, Panamá, Colombia, Asia tropical.

## Descripción
Son subarbustos a árboles pequeños terrestres poliaxiales. Hojas dimorfas, seudoverticiladas, glabras a diminutamente furfuráceo-lepidotas, sésiles o pecioladas. Inflorescencias terminales o seudoterminales, 2-3-pinnadamente paniculadas, piramidales o columnares, las ramas floríferas más altas en corimbos laxos a aglomerados. Flores completas, bisexuales, 5(-6)-meras; perianto quincuncial, casi libre; estambres connatos, más cortos que los lobos de la corola, los filamentos monadelfos, fusionados en la base por 2/3 de su longitud y reunidos en el ápice, fusionados en la base pero con la porción apical libre, o fusionados a todo lo largo, adnatos en la base al tubo de la corola, las anteras connatas en la base por 1/4-2/3, o a todo lo largo de los márgenes de las tecas, angostamente oblongas, linear-lanceoladas o lanceoladas; pistilo obturbinado, el ovario ovoide, el estilo delgado, alargado, el estigma puntiforme, la placenta elipsoidal o subglobosa, los óvulos 5-24, a veces en apariencia 1-seriados (pero en un espiral antotáctico alto), o claramente pluriseriados. Frutos globosos o deprimido-globosos.

## Taxonomía
El género fue descrito por (DC.) Spach y publicado en Histoire Naturelle des Végétaux. Phanérogames 9: 374. 1840. La especie tipo es: Hymenandra wallichii A. DC. 

## Algunas especies aceptadas
A continuación se brinda un listado de las especies del género Hymenandra aceptadas hasta noviembre de 2013, ordenadas alfabéticamente. Para cada una se indica el nombre binomial seguido del autor, abreviado según las convenciones y usos.
- Hymenandra acutissima (Cuatrec.) Pipoly & Ricketson
- Hymenandra beamanii B.C.Stone
- Hymenandra diamphidia B.C.Stone
- Hymenandra iteophylla (Ridl.) Furtado
- Hymenandra pittieri (Mez) Pipoly & Ricketson
- Hymenandra sordida (Lundell) Pipoly & Ricketson
- Hymenandra squamata (Lundell) Pipoly & Ricketson
- Hymenandra stenophylla (Donn. Sm.) Pipoly & Ricketson
- Hymenandra wilburiana (Lundell) Pipoly & Ricketson